# Zug der Schatten
Zug der Schatten, Drama in neun Bildern, ist ein Stück von Arthur Schnitzler. Das Stück ist unvollendet geblieben und wurde zu Schnitzlers Lebzeiten nicht aufgeführt. Es thematisiert zeitlose Konflikte wie Liebe, Eifersucht, Eitelkeit, Leidenschaft, Verzweiflung und Tod.

## Handlung
Das Stück spielt in Wien in der Zeit nach dem Ersten Weltkrieg. Es beginnt mit einer Hochzeit, bei der sich mehrere Personen aus der bürgerlichen Gesellschaft Wiens begegnen. Ludwig Gerold, der Bräutigam, sucht das Gespräch mit seinem Freund Richard. Er bittet ihn, sich nach dem Zustand der Schauspielerin Franzi Friesel zu erkundigen, mit der er früher ein Verhältnis hatte. Franzi hatte ihm geschworen, sich an seinem Hochzeitstag umzubringen. Richard weigert sich, dies zu tun.
Er selbst ist im Geheimen mit Franzi Friesel liiert und konfrontiert sie, getrieben von Zweifeln an ihrer Treue, mit Ludwigs Worten. Nach einem heftigen Streit versöhnen sie sich wieder.
Richards Schwester ahnt, dass Richard in einer unglücklichen Liebesgeschichte hängt. Sie bittet den Autor Karl Bern, mit dem sie ein Verhältnis hat, Richard zu überzeugen, dass er nun endlich Mathilde Veith heiraten solle, mit der er fast verlobt ist.
Karl Bern gelingt dies und Richard schreibt den Trennungsbrief.
Der nächste Tag spielt im Theater, genannt Residenztheater. Die Diva Frau Roveda kommt wie immer zu spät. Da es drei Tage vor der Premiere ist, ist der Intendant Baron X über die Lage unzufrieden. Karl Bern überredet ihn, die Rolle von Franzi Friesel lesen zu lassen, um möglicherweise eine Umbesetzung in Betracht zu ziehen. Der Baron ist einverstanden und Franzi darf die Rolle lesen und bekommt die Rolle.
Sie probt nun gemeinsam mit dem Schauspieler Gregor, der an einem Verhältnis mit ihr interessiert ist. Währenddessen liest sie Richards Brief und bricht zusammen.
Am Tag der Premiere spitzt sich die Situation zu. Als Franzi Richard mit Mathilde im Publikum bemerkt, beschließt sie, ihrem Leben ein Ende zu bereiten und bringt sich auf der Bühne um.
Ein Brief von Richard, der ihr seine Liebe versichert, kommt zu spät.
Richard erhält in dieser dramatischen Situation Beistand von Mathilde.

## Personen
In dem Stück von Karl Bern, was als eine historische Tragödie bezeichnet wird, sieht die Rollenverteilung wie folgt aus:
| Rolle        | Besetzung      | Weiteres |
| ------------ | -------------- | --- |
| Fanny Theren | Frau Roveda    | Hauptrolle; nach Änderung Franzi Friesel; Fanny wird als "dumme Gans, die sich so viel gefallen lasst" bezeichnet                                                     |
| Fedor        | Herr Gregor    | männliche Hauptrolle |
| Witte        | Herr Dögelmann | regt sich während der Probe auf, da der Regisseur Löblein ihn "sukzessive ganz" aus dem Stück herausstreicht                                                          |
| Emmi         | Franzi Friesel | wird umbesetzt; eine "rechte Schmarnrolle" |
| Diener       | Herr Dregulein | kleinste Rolle |
| Moritzky     | Herr John      | John ist der geschiedene Mann von Frau Roveda; er rettet den Abend der Premiere, indem er Klavier spielt, während Franzi hinter der Bühne eine Zusammenbruch erleidet |

## Aufführungen
Das Stück wurde erst 1971 unter der Regie von Gustav Manker am Wiener Volkstheater mit Kitty Speiser (Franzi), Peter Wolsdorff (Fedor), Eugen Stark (Bern), Viktor Gschmeidler (Intendant), Heinrich Trimbur (Regisseur), Dolores Schmidinger (Roveda), Heinz Petters (Dögelmann), Hilde Sochor (Frau Eiderhof), Christine Buchegger (Helene), Karlheinz Hackl und Gustav Dieffenbacher (Dregulein) uraufgeführt. 1981 wurde es unter der Regie von Michael Kehlmann im Theater in der Josefstadt ein weiteres Mal aufgeführt.

## Textausgaben
- Zug der Schatten. Drama in neuen Bildern. Aus dem Nachlass hrsg. und eingeleitet von Françoise Derré. Frankfurt a. M.: Fischer 1970. ISBN 3-10-073521-8.